# Grupo µ

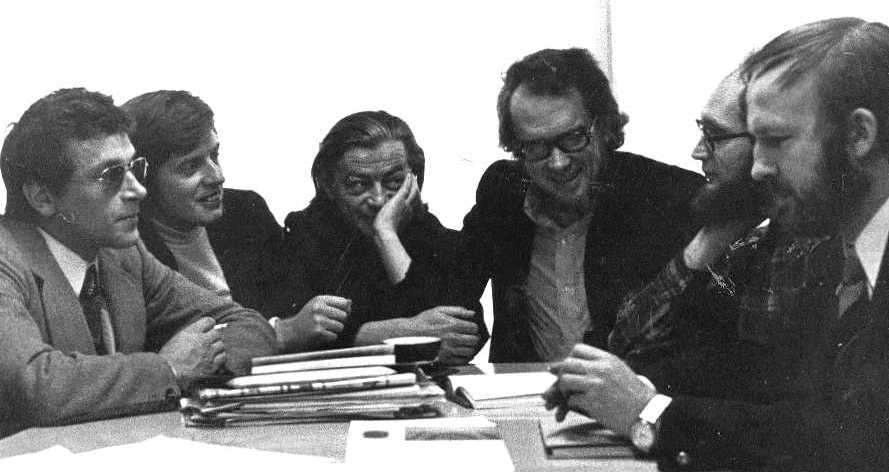
El Grupo µ en 1970: F. Pire, J.-M. Klinkenberg, H. Trinon, J. Dubois, F. Edeline, P. Minguet.

El Groupe µ, en español Grupo µ o grupo de Lieja (por el Centro de Estudios Poéticos de la Universidad de Lieja, en Bélgica), realiza desde 1967 trabajos interdisciplinarios en retórica, poética, semiótica y teoría de la comunicación lingüística o visual, que firman con el mencionado nombre colectivo (a la manera de Bourbaki en matemáticas).
Además de los miembros titulares actuales —Francis Édeline, Jean-Marie Klinkenberg...—, el Grupo ha contado como miembros a Jacques Dubois, Francis Pire, Hadelin Trinon y Philippe Minguet. Sus miembros asociados son o han sido Sémir Badir, Laurence Bouquiaux, Marcel Otte, Jean Winand, Bénédicte Vauthier o Philippe Dubois. El Grupo cuenta igualmente miembros correspondientes como Árpád Vigh  o Göran Sonesson.
El nombre del Grupo remite a la letra griega µ ("mi"), inicial de metáfora, la más célebre de las figuras literarias, pero también de metonimia.
Además de sus trabajos individuales en lingüística, bioquímica, sociología de la cultura, estética o semiótica, los miembros del Grupo µ han publicado colectivamente Collages (1978), Retóricas, semióticas (1979), Figuras, conocimiento, cultura. Ensayos retóricos (2003), con unos setenta artículos en revistas como Communications , Poétique, Versus, Visio, Communication et langage, Era, Texto, Technê, Protée, RS/SI o Documentos de Urbino.

## Trabajos

### Síntesis
El Grupo µ ha participado a la renovación contemporánea de la retórica trabajando el concepto de la figura retórica. Esta se vio así generalizada a otras semióticas, como el relato o el sistema de la persona, mientras la descripción de la dinámica de producción-recepción de la figura introdujo una perspectiva pragmática (como se expuso en Retórica general, 1970, traducido a una quincena de lenguas y que es un clásico de las ciencias humanas). En Retórica de la poesía (1977) se tomó una distancia más grande todavía con el formalismo estructuralista, defendiendo que si bien la presencia de ciertas estructuras lingüísticas era una condición necesaria de la producción del efecto poético, esta no era suficiente y debía completarse teniendo en cuenta criterios antropológicos y sociales. Preocupados por extender el estudio de la retórica a la comunicación visual, el Grupo µ ha elaborado también una teoría sobre esta última. Estas investigaciones son en el origen de una de las corrientes más revolucionarias de la semiótica visual, que constituyó además una aportación decisiva a la semiótica general.

### Hacia una retórica general
En sus primeros años de existencia, al final de los años 60, el Grupo µ se centró principalmente en cuestiones de poética. Conforme a los objetivos de esta disciplina, trataban de alejarse de la concepción centrada en la estética de la obra literaria, poniendo de relieve las estructuras generales que hacen de un complejo lingüístico un hecho literario. Estos trabajos se inscribían claramente en la línea de las propuestas de Roman Jakobson, Roland Barthes y Algirdas Julius Greimas. Los conceptos elaborados en el primer trabajo colectivo de amplitud (Retórica general, 1970) contribuyeron a la renovación de la retórica, proporcionando un modelo explicativo potente de las figuras retóricas, modelo que movilizaba los conceptos de la lingüística estructural de entonces. El proyecto era el de establecer una retórica general, interdisciplinaria: se trataba de extender la noción de figura a otros ámbitos, como la imagen fija o el cine.

### Semiótica visual y semiótica general

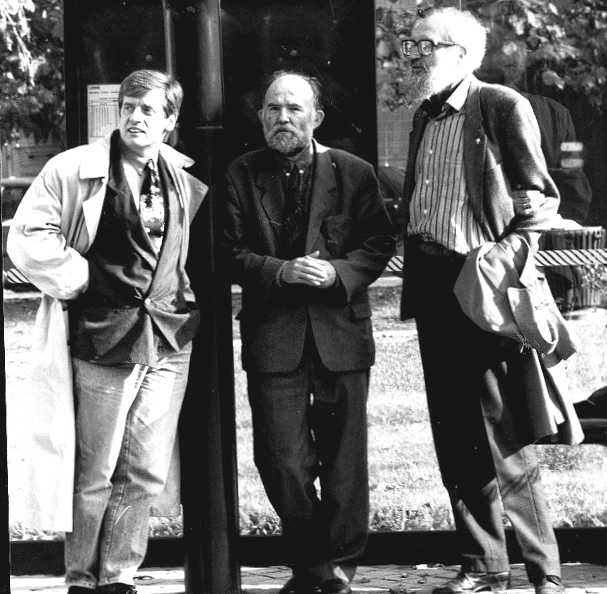
El Grupo µ en 1991: J.-M. Klinkenberg, P. Minguet, F. Edeline.

El Grupo µ se había preocupado, desde sus comienzos, de los problemas de la comunicación visual. Sin embargo, la situación en este campo era bien diferente de la que se partía para elaborar Retórica general. En los años 60 existía un corpus de conceptos lingüísticos inmediatamente utilizable: bastaba, pues, explotarlos para elaborar una retórica lingüística contemporánea. Nada parecido con la retórica visual: lo que se daba entonces como "semiótica visual", si se excluye las proposiciones de Christian Metz, Umberto Eco y de Nelson Goodman, no era más que crítica de arte subjetiva, que se presentaba bajo el disfraz de un lenguaje técnico oscuro y aproximado. Antes de abordar una retórica de la imagen, el Grupo µ tuvo por tanto que elaborar el corpus teórico necesario. Esta es origen de su contribución a la semiótica visual: su Tratado del signo visual (1992) (calificado por Göran Sonesson como el equivalente en la comunicación visual de lo que el Curso de lingüística general de Ferdinand de Saussure fue a la lingüística) elaboraba una gramática general de la imagen, independientemente del tipo de corpus considerado.
La distinción fundamental planteada por el Grupo entre signo icónico y signo plástico ha permitido poner en evidencia la autonomía de este último en relación con el significante. Sus trabajos han permitido también revisar la cuestión de la arbitrariedad y de la motivación del signo icónico.
Esta semiótica visual contribuye a su vez al desarrollo de la semiótica general, pues una cuestión hallada en este momento por el Grupo fue la relación entre la experiencia sensorial y el significado, cuestión muy general, ya que encuentra aquella del origen mismo del significado. La originalidad de la contribución del Grupo es de haber lanzado un puente entre las disciplinas cognitivas y una semiótica de tradición a menudo inmanente. Se demuestra así que el significado se elabora a partir de percepciones elementales, integrando y organizando los estímulos gracias a mecanismos perceptivos especializados, en un transcurso de abstracción que lleva a categorizar la experiencia. El Grupo ha así trabajado en la elaboración de una semiótica cognitiva.

## Obras publicadas
- Retórica general, París, Editorial Larousse, 1970, trad. esp. Barcelona, Buenos Aires, México, Ediciones Paidós ( = Paidós Comunicación), 1987.
- Retórica de la poesía. Lectura linear, lectura tabular, Editorial Complexe, Bruselas, 1977.
- Tratado del signo visual. Para una retórica de la imagen, Editorial Le Seuil, París, 1992; Madrid, Cátedra ( = Signo e imagen), 1993
- Figuras, conocimiento, cultura. Ensayos retóricos, Universidad autónoma de México, 2003.
- Principia semiotica: aux sources du sens, Les Impressions nouvelles, Bruselas, 2015.
- Harkot-de-La-Taille, Elizabeth y Zavaglia, Adriana. Dossiê Especial Groupe μ (Estudos Semióticos, t. 11, nº 3). Disponible en http://www.revistas.usp.br/esse/issue/view/8415/showToc